# Osada Obapie
Osada Obapie (biał. Пасёлак Абаб’е; ros. Посёлок Абабье) – wieś na Białorusi, w obwodzie witebskim, w rejonie brasławskim, w sielsowiecie Plusy.
Dawniej folwark i kolonia Obapie.

## Historia
W czasach zaborów w granicach Imperium Rosyjskiego.
W latach 1921–1945 folwark i zaścianek a następnie kolonia leżała w Polsce, w województwie nowogródzkim (od 1926 w województwie wileńskim), w powiecie brasławskim, w gminie Słobódka.
Według Powszechnego Spisu Ludności z 1921 roku zamieszkiwały tu 34 osoby, wszystkie były wyznania rzymskokatolickiego. Jednocześnie 8 mieszkańców zadeklarowało polską przynależność narodową, a 26 białoruską. Było tu 5 budynków mieszkalnych. 
W 1931 kolonia liczyła 13 domów i 74 mieszkańców a folwark – 3 domy i 33 mieszkańców.
Wierni należeli do parafii rzymskokatolickiej w Słobódce. Miejscowość podlegała pod Sąd Grodzki w Brasławiu i Okręgowy w Wilnie; właściwy urząd pocztowy mieścił się w Drujsku.
W wyniku napaści ZSRR na Polskę we wrześniu 1939 miejscowość znalazła się pod okupacją sowiecką. Od czerwca 1941 roku pod okupacją niemiecką. W 1944 miejscowość została ponownie zajęta przez wojska sowieckie i włączona do Białoruskiej SRR.
Od 1991 w składzie niepodległej Białorusi.